# Liste der Stolpersteine in Simmerath
Die Liste der Stolpersteine in Simmerath enthält die Stolpersteine, die im Rahmen des gleichnamigen Kunst-Projekts von Gunter Demnig in Simmerath verlegt wurden. Mit ihnen soll an die Opfer des Nationalsozialismus erinnert werden, die in Simmerath lebten und wirkten.

## Liste der Stolpersteine
| Name                        | Adresse                             | Bild                                   | Inschrift | Verlegedatum      | Biografie und Anmerkungen |
| --------------------------- | ----------------------------------- | -------------------------------------- | --- | ----------------- | --- |
| Leo Kaufmann                | Kirchweg 9 (Eicherscheid) Lage      | Stolpersteine für die Familie Kaufmann | Kirchweg 9 wohnte Leo Kaufmann Jg. 1893 ‚Schutzhaft‘ 1938 Sachsenhausen Flucht 1939 Belgien mit Hilfe überlebt              | 10. Mai 2016      | |
| Edith Kaufmann              | Kirchweg 9 (Eicherscheid) Lage      | Stolpersteine für die Familie Kaufmann | Kirchweg 9 wohnte Edith Kaufmann verh. Berg Jg. 1923 Flucht 1939 Belgien mit Hilfe überlebt                                 | 10. Mai 2016      | |
| Helene Kaufmann             | Kirchweg 9 (Eicherscheid) Lage      | Stolpersteine für die Familie Kaufmann | Kirchweg 9 wohnte Helene Kaufmann geb. Kaufmann Jg. 1898 Flucht 1939 Belgien mit Hilfe überlebt                             | 10. Mai 2016      | |
| Maria Luisa Offermann       | Rathausplatz 16–18 (Simmerath) Lage |                                        | Maria Luisa Offermann Jg. 1914 eingewiesen 2.7.1941 Heilanstalt Düren ermordet 28.5.1944                                    | 07. Dezember 2022 | Maria Luisa Offermann wohnte in Witzerath. Da es sich um einen kleinen Ortsteil von Simmerath ohne nennenswerten Fußgängerverkehr handelt, wurde der Stolperstein auf dem Rathausplatz am Schriftzug „Witzerath“ verlegt.   |
| Peter Wilhelm Offermann     | Rathausplatz 16–18 (Simmerath) Lage |                                        | Peter Wilhelm Offermann Jg. 1918 eingewiesen 1944 Heilanstalt Düren 'verlegt' 26.11.1944 Heilanstalt Bonn ermordet 8.2.1945 | 07. Dezember 2022 | Peter Wilhelm Offermann wohnte in Witzerath. Da es sich um einen kleinen Ortsteil von Simmerath ohne nennenswerten Fußgängerverkehr handelt, wurde der Stolperstein auf dem Rathausplatz am Schriftzug „Witzerath“ verlegt. |
| Eduard (Nachname unbekannt) | Rathaus 8 (Simmerath) Lage          |                                        | Eduard 17 Jahre Polen Zwangsarbeit nach Fluchtversuch erschossen Herbst 1944 Waldstück Düsterheld                           | 07. Dezember 2022 | Da Eduard im Wald bei Einruhr erschossen wurde, wurde der Stolperstein auf dem Rathausplatz in Simmerath am Schriftzug „Einruhr“ verlegt.                                                                                   |
| Josef Babuschkewitz         | Im Hech 1 (Steckenborn) Lage        |                                        | Josef Babuschkewitz Jg. 1909 Polen Zwangsarbeit verhaftet 1942 'verbotener Umgang' öffentlich gehängt 18.7.1942 Steckenborn | 07. Dezember 2022 | Josef Babuschkewitz wurde auf einem abgelegenen Hof in Steckenborn erhängt. Der Stolperstein wurde um besser wahrgenommen zu werden zentral gegenüber der Kirche verlegt.                                                   |